# ان‌جی‌سی ۴۵۴
ان‌جی‌سی ۴۵۴ (انگلیسی: NGC 454) یک جفت کهکشان در حال برهم‌کنش است که در صورت فلکی سیمرغ قرار دارد. جان هرشل آن را در ۵ اکتبر ۱۸۳۴ میلادی کشف کرد.